# Seriff az égből
A Seriff az égből (eredeti cím olaszul: Uno Sceriffo extraterrestre - poco extra e molto terrestre, angolul: Sheriff and the Satellite Kid) 1979-ben bemutatott olasz sci-fi vígjáték, amelynek főszereplője Bud Spencer. A film folytatása az 1980-ban bemutatott Seriff és az idegenek című olasz film. A rendezője Michele Lupo, a producere Elio Scardamaglia, a forgatókönyvírói Marcello Fondato és Francesco Scardamaglia, a zeneszerzői Guido és Maurizio de Angelis. A mozifilm a Leone Film gyártásában készült. Műfaja filmvígjáték.
Olaszországban 1979. szeptember 13-án mutatták be a mozikban, Magyarországon viszonylag kevés késéssel bemutatták, a mozikban feliratos változatban vetítették. Magyar változattal már az 1980-as években levetítették. 2000. október 18-án az RTL Klubon vetítették a szinkronos verziót.
A filmet az USA Georgia államában, Newnanben forgatták.

## Cselekmény
A nyugat-amerikai városkában furcsa dolgok történnek. Eltűnik egy izgága fiú. A seriff megtalálja. Találkozott egy hasonló korú fiúval és ruhát cseréltek. A fiú inkább földi ruhát visel. A neve H-7-25 (Cary Guffey) és apja a 24, majd érte jön.

Van egy sugárpisztolya, ami háromszög alakú, mint egy „lopakodó repülő modellje” és bizonyos gombokat megnyomva átveszi az irányítást egyes folyamatok fölött. Brennan botrányt csinál, rémíti az embereket. Hall seriff (Bud Spencer) elpáholja és fogdába zárja. H-7-25 kiengedi onnan és Hall-t zárja oda. Aztán egy lovat kér meg H-7-25, bírja jobb belátásra a seriffet. Hall (Bud Spencer) elviszi a támaszpont tábornokához a fiút, hogy Ő az UFO az égből, miatta van több ezer bejelentés. A tábornok, persze, nem hisz neki és a fiú összevizezi, mintha vízipisztollyal lőne rá. Briggs kapitány viszont 2 helikopterrel és legénységgel megy a fiúért. Hall kiszabadítja és bevásárolni  viszi a fiút. A szupermarketben Briggs emberei el akarják fogni H-7-25-öt, de Hall nem hagyja és Brennan is védi a fiút. A katonákat elverik. Az erdőben kábító nyíllal altatják Hall-t; a bázisra viszik H-7-25-öt és sugárpisztolyát. Hall kiszabadítja: a tábornok kutyája segít és a pisztolyt is átadja. A fiú az űrhajóra távozik, aztán apja visszaküldi kicsit nyaralni. 

## Szereplők
| Szereplő                    | Színész              | Magyar hang          |
| --------------------------- | -------------------- | -------------------- |
| Hall seriff                 | Bud Spencer          | Kránitz Lajos        |
| H-7-25                      | Cary Guffey          | Lóránt Balázs        |
| Briggs kapitány             | Raimund Harmstorf    | Szőke Zoltán         |
| Brennan                     | Joe Bugner           | Hankó Attila         |
| Turner hadnagy              | Carlo Reali          | Várday Zoltán        |
| Allen, az ítélkező seriff   | Luigi Bonos          | Versényi László      |
| Tábornok                    | Harold E. Finch      | Verebély Iván        |
| Newman, a tűzoltóparancsnok | Giulio Maculani      | Bolla Róbert         |
| Fagylaltos                  | Amedeo Leurini       | Pálfai Péter         |
| Borbély-kliens              | Franco Vanorio       | Végh Ferenc          |
| Katonák                     | Riccardo Pizzuti     | Csík Csaba Krisztián |
| Katonák                     | Claudio Ruffini      | Vizy György          |
| Katonák                     | Giancarlo Bastianoni | nem szólalnak meg    |
| Katonák                     | Enzo Maggio          | nem szólalnak meg    |
| Riporter                    | Raffaele Mottola     | Varga Tamás          |
| Pete, kisfiú                | Joseph Dean Treadway | Borbíró András       |
| Mrs. Parkins, Pete anyja    | N/A                  | Bókai Mária          |
| Őr a támaszponton           | N/A                  | Kardos Gábor         |
| Ló (hang)                   | (ló)                 | Katona Zoltán        |
| Kutya (hang)                | (kutya)              | Kapácsy Miklós       |

## Televíziós megjelenések
RTL Klub, Film+, Film+ 2, Prizma TV / RTL+, TV2, Mozi+, Super TV2, Moziverzum, PRIME